# يوردان ستويكوف
يوردان ستويكوف (بالبلغارية: Йордан Стойков)‏ هو مدرب كرة قدم ولاعب كرة قدم بلغاري في مركز الدفاع، ولد في 6 نوفمبر 1951 في بلغاريا. شارك مع منتخب بلغاريا تحت 21 سنة لكرة القدم ومنتخب بلغاريا لكرة القدم. أما مع النوادي، فقد لعب مع نادي لوكوموتيف صوفيا.

## وصلات خارجية
- يوردان ستويكوف على موقع قاعدة بيانات كرة القدم.إي يو (الإنجليزية)
- يوردان ستويكوف على موقع ناشيونال فوتبول تيمز (الإنجليزية)
- يوردان ستويكوف على موقع عالم كرة القدم.نت (الإنجليزية)